# Elecciones federales de Canadá de 1984
Las elecciones federales canadienses de 1984 se llevaron a cabo el 4 de septiembre de ese año para elegir a los miembros de la Cámara de los Comunes de Canadá del 33º Parlamento de Canadá. El Partido Conservador Progresista, liderado por Brian Mulroney, obtuvo la mayoría absoluta más amplia (por total de escaños) en la historia de Canadá, mientras que los liberales sufrieron la hasta entonces peor derrota para un partido gobernante a nivel federal, solo superada por la debacle conservadora (de 169 a dos escaños) en 1993.
La elección marcó el final del largo dominio de los liberales en la política federal en Quebec, una provincia que había sido la base del apoyo liberal durante casi un siglo; no volvieron a ganar la mayoría de los escaños de Quebec hasta tres décadas después, en 2015.
Esta elección fue también la última vez que el partido ganador recibió más del 50% del voto popular nacional. Los casi 6,3 millones de votos obtenidos por los conservadores siguieron siendo un récord hasta la victoria de los liberales en 2015 cuando lograron 6,9 millones de votos, récord superado por otra victoria liberal en 2025 cuando lograron 8,5 millones de votos.

## Campaña
La elección se centró casi en su totalidad en el balance de gestión de los liberales, que habían estado en el poder desde 1963, con una interrupción de un año entre 1979 y 1980.
Pierre Trudeau, que había sido primer ministro de 1968 a 1979 y desde 1980, se retiró de la política a principios de 1984 después de que las encuestas indicaran que los liberales serían casi con certeza derrotados en las próximas elecciones si hubiera permanecido en el cargo. Fue sucedido por John Turner, un exministro del gabinete de Trudeau y Lester Pearson.
Turner había estado fuera de la política durante nueve años. Al asumir el liderazgo, hizo cambios inmediatos en un intento por reconstruir la reputación de los liberales. Por ejemplo, anunció que no se presentaría en una elección parcial para regresar a la Cámara de los Comunes, sino que se postularía en las próximas elecciones generales como candidato liberal en Vancouver, Columbia Británica. Esta fue una desviación radical de la práctica habitual, en la que el titular en un escaño seguro renuncia para permitir que un líder de partido recién elegido tenga la oportunidad de ingresar al Parlamento. Pero el Partido Liberal había perdido el favor de los canadienses occidentales, y políticas como el Programa Nacional de Energía solo agravaron este sentimiento. Los planes de Turner de presentar una candidatura en una circunscripción al oeste de Canadá fueron, en parte, un intento de reconstruir el apoyo en esa región. De cara a las elecciones, los liberales ocupaban sólo un escaño al oeste de Ontario, el de Lloyd Axworthy, de Winnipeg, Fort Garry, Manitoba.
Otro problema serio fue el descontento en Quebec con el gobierno liberal, a pesar de su tradicional apoyo al partido. El conflicto entre los partidos provincial y federal, una serie de escándalos y la repatriación de la constitución canadiense en 1982 sin la aprobación del gobierno provincial de Quebec habían dañado la imagen de los liberales en la provincia. Con la esperanza de tener éxito en Quebec, el líder Joe Clark comenzó a cortejar activamente a los votantes nacionalistas moderados en la provincia, una de las principales razones por las que el empresario Brian Mulroney, un nativo de Quebec con fluidez bilingüe, fue elegido como reemplazo de Clark.
Aunque no era obligatorio que Turner convocara elecciones hasta 1985, las encuestas internas mostraban que los liberales habían recuperado el liderazgo en la opinión pública. Turner y sus asesores también eran conscientes del hecho de que Trudeau había perdido la oportunidad de aprovechar las encuestas de opinión favorables en la segunda mitad de la década de 1970, sufriendo una derrota por haber esperado a agotar una legislatura completa. Otro factor fue que la mayoría que habían ganado los liberales en las elecciones anteriores se había ido erosionando lentamente en los años siguientes. Si bien el grupo parlamentario liberal todavía superaba en número a la suma del grupo conservador y el neodemócrata, una serie de elecciones parciales pendientes podría haber dejado al gobierno de Turner en minoría y en grave peligro de ser derrocado por una moción de censura. Con esto en mente, el nuevo primer ministro solicitó que la reina Isabel II retrasara su gira por Canadá y pidió a la gobernadora general Jeanne Sauvé que disolviera el Parlamento el 4 de julio. De acuerdo con la práctica constitucional canadiense, Sauvé accedió a la solicitud y fijó las elecciones para 4 de septiembre.
La ventaja liberal inicial comenzó a desgastarse cuando Turner cometió varios errores importantes. En particular, habló de la creación de nuevos "programas para desocupados", una expresión anticuada reemplazada por la menos condescendiente "programas de creación de empleo". También fue captado por la cámara dándole palmaditas en el trasero a la presidenta del Partido Liberal, Iona Campagnolo. Turner defendió esta acción como un gesto amistoso, pero muchos la vieron como condescendiente.
Otros votantes se volvieron contra los liberales debido a su legado de clientelismo y corrupción. Un tema especialmente importante fue la recomendación de Trudeau de que Sauvé nombrara a más de 200 liberales para puestos de libre designación justo antes de dejar el cargo. Esta acción enfureció a los canadienses de todo el espectro político. Aunque Turner tenía derecho a proponer la revocación de los nombramientos (algo que Sauvé habría tenido que hacer de acuerdo con la convención constitucional), no lo hizo. El propio Turner designó a más de 70 liberales como personal eventual, rompiendo su promesa de traer una nueva forma de hacer política a Ottawa. Para ello, citó un acuerdo escrito con Trudeau, afirmando que si Trudeau hubiera hecho los nombramientos, los liberales casi con seguridad habrían perdido las elecciones. Sin embargo, el hecho de que Turner optara por una convocatoria anticipada de elecciones desmintió dicha justificación.
Antes de las elecciones, se descubrió que Mulroney tenía planeado llevar a cabo nombramientos similares para personas con las que mantenía relaciones de clientelismo político. En el debate televisado en inglés entre Mulroney, Turner y el líder del Nuevo Partido Demócrata Ed Broadbent, Turner comenzó a atacar a Mulroney por dichos planes, comparándolos con las redes clientelares de la antigua Union Nationale, un partido nacionalista y conservador, en Quebec. Sin embargo, Mulroney cambió las tornas al señalar la serie de nombramientos hecha a propuesta de Trudeau y Turner. Afirmando que había llegado al punto de disculparse por tomar a la ligera "estos nombramientos horribles", Mulroney exigió que Turner se disculpara con el país por no revocar los nombramientos propuestos por Trudeau y los designados por Turner. Turner estaba visiblemente sorprendido y solo pudo responder que "no tenía otra opción" excepto dejar que los nombramientos permanecieran. 
Turner, claramente nervioso por la respuesta fulminante de Mulroney, sólo pudo repetir: "No tenía elección". Mulroney, visiblemente indignado, llamó a esto "un reconocimiento de fracaso" y "una confesión de falta de liderazgo". Le dijo a Turner: "Tenía elección, señor. Podría haberlo hecho mejor". El contraataque de Mulroney encabezó la mayoría de los periódicos al día siguiente; a menudo se parafraseaba como "Tenía una opción, señor; podría haber dicho 'no'". Muchos observadores vieron esto como el final de cualquier posibilidad realista de que Turner permaneciera en el poder.
Los últimos días de la campaña vieron cómo se acumulaban varios errores liberales. Turner continuó hablando de los "programas de desocupados" y cometió otros errores que hicieron que los votantes lo vieran como una reliquia del pasado. Turner incluso volvió a contratar a gran parte del personal de Trudeau durante las últimas semanas en un intento de cambiar el rumbo, pero esto no hizo nada para revertir los números de las encuestas. Incluso el propio Trudeau no hizo campaña a favor de Turner, sino que solo hizo apariciones para apoyar a los candidatos liberales.
Además de los conservadores, el NDP también se benefició del descenso del apoyo liberal. Bajo Broadbent, el partido había visto un mayor apoyo en las encuestas de opinión que nunca antes, y de hecho había reemplazado a los liberales como el segundo partido en gran parte del oeste.

## Resultados
| Partido | Partido                              | Líder           | Candidatos | Escaños          | Escaños    | Escaños  | Escaños    | Voto      | Voto   | Voto     |
| --- | ------------------------------------ | --------------- | ---------- | ---------------- | ---------- | -------- | ---------- | --------- | ------ | -------- |
| Partido | Partido                              | Líder           | Candidatos | Elección de 1979 | Disolución | Elegidos | % Cambio   | #         | %      | Cambio   |
| | Partido Conservador Progresista      | Brian Mulroney  | 282        | 103              | 100        | 211      | +104.9%    | 6,278,818 | 50.03% | +17.59pp |
| | Partido Liberal                      | John Turner     | 282        | 147              | 135        | 40       | -72.8%     | 3,516,486 | 28.02% | -16.32pp |
| | Nuevo Partido Democrático            | Ed Broadbent    | 282        | 32               | 31         | 30       | -6.3%      | 2,359,915 | 18.81% | -0.97pp  |
| | No afiliación                        | No afiliación   | 20         | -                | -          | 1        |            | 39,298    | 0.31%  | +0.29pp  |
| | Rinocerontes                         | Cornelius I     | 88         | -                | -          | -        | -          | 99,178    | 0.79%  | -0.22pp  |
| | Partido Nacionalista de Quebec       | Denis Monière   | 74         | *                | *          | -        | *          | 85,865    | 0.68%  | *        |
| | Confederación de Regiones            | Elmer Knutson   | 55         | *                | *          | -        | *          | 65,655    | 0.52%  | *        |
| | Partido Verde                        | Trevor Hancock  | 60         | *                | *          | -        | *          | 26,921    | 0.21%  | *        |
| | Partido Libertario                   | Victor Levis    | 72         | -                | -          | -        | -          | 23,514    | 0.19%  | +0.05pp  |
| | Independientes                       | Independientes  | 65         | -                | 1          | -        | -          | 22,067    | 0.18%  | +0.04pp  |
| | Partido del Crédito Social de Canadá | Ken Sweigard    | 51         | -                | -          | -        | -          | 16,659    | 0.13%  | -1.56pp  |
| | Partido Comunista de Canadá          | William Kashtan | 51         | -                | -          | -        | -          | 7,479     | 0.06%  | +x       |
| | Mancomunidad de Canadá               | Gilles Gervais  | 66         | *                | *          | -        | *          | 7,007     | 0.06%  | *        |
| | Vacante                              | Vacante         | Vacante    | Vacante          | 15         |          |            |           |        |          |
| Total | Total                                | 1,449           | 282        | 282              | 282        | -        | 12,548,862 | 100%      |        |          |
| Sources: Uso incorrecto de la plantilla enlace roto (enlace roto disponible en Internet Archive; véase el historial, la primera versión y la última).History of Federal Ridings since 1867 |                                      |                 |            |                  |            |          |            |           |        |          |